# Bazylika kolegiacka Wniebowzięcia Najświętszej Maryi Panny w Środzie Wielkopolskiej
Bazylika kolegiacka Wniebowzięcia Najświętszej Maryi Panny w Środzie Wielkopolskiej – zabytkowa bazylika znajdująca się w miejscowości Środa Wielkopolska

## Historia

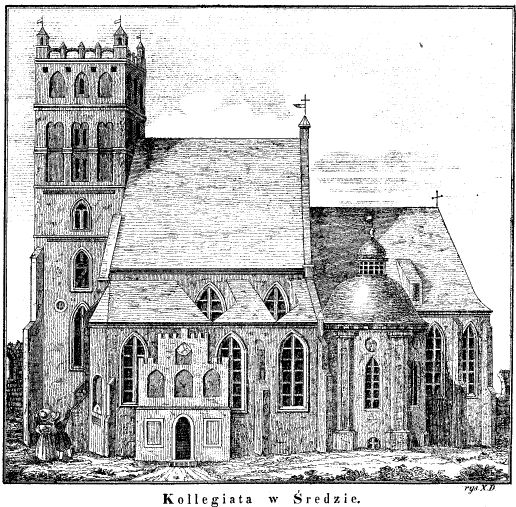
Rycina kolegiaty z 1836 r.

Kościół gotycki z początku XV wieku. Rozbudowany na przełomie XV/XVI wieku przez dobudowanie naw bocznych i wieży. W połowie XVI wieku zwieńczenie wieży attyką renesansową. 1598–1602 dobudowano od południa renesansową kaplicę grobową Gostomskich. W nawach sklepienia gwiaździste, w prezbiterium krzyżowo–żebrowe. 
- W późnorenesansowym głównym ołtarzu sześć renesansowych figur świętych (św. św. Piotra, Pawła, Wacława, Kazimierza, Barbary i Katarzyny) i obraz Wniebowzięcia NP Marii nieznanego malarza, oparty na kompozycji Petera Paula Rubensa, w zwieńczeniu obraz Madonny z Dzieciątkiem włoskiego malarza Catharini z XVI wieku.
- Na ścianach prezbiterium dwa obrazy ze szkoły flamandzkiej, XVII wiek: Podniesienie Krzyża i Zaparcie się św. Piotra.
- Stalle późnogotyckie z fundacji biskupa Jana Lubrańskiego wykonane 1519–1522 przez braci Jana i Leona z Wrześni.
- Na belce tęczowej późnogotycka polichromowana grupa pasyjna z początku XVI wieku.
- W ołtarzach bocznych włoski obraz Świętej Rodziny z około 1670 i w rokokowej ramie obraz Michała Archanioła 1654, ze szkoły wielkopolskiej.
- W ścianach trzy renesansowe płaskorzeźby, przypuszczalnie pozostałość ołtarza albo sacramentarium: Bóg Ojciec, Ostatnia Wieczerza i Duch Święty oraz renesansowa płyta nagrobna Ambrożego Pampowskiego, wojewody sieradzkiego (zmarłego 1510).
- w nawie głównej świecznik-pająk z kryształu weneckiego.
- W filarze tablica pamiątkowa księdza Augustyna Szamarzewskiego, mansjonarza średzkiego, 1857–1887, jednego z pionierów ruchu spółdzielczego w Wielkopolsce.
- Renesansowa kaplica Gostomskich, fundacji Hieronima Gostomskiego wojewody poznańskiego, na planie ośmioboku, nakryta ośmiodzielną kopułą. Portal z kratą z brązu, dzieło  mistrza gdańskiego Krzysztofa Olendorfa z 1598. W kaplicy znajdują się dwa nagrobki. Pierwszy – przyścienny, wczesnobarokowy, z brunatnego i różowego marmuru, piętrowy nagrobek Anny z Ostrorogów Sieniawskiej (zmarłej 1584); na nagrobku tablica inskrypcyjna jej córki wojewodziny Urszuli Gostomskiej; drugi – nagrobek dziecięcy z brunatnego i różowego marmuru należy do Zygmunta Stadnickiego. Oba nagrobki są puste a zmarli pochowani są w krypcie pod kaplicą. W ołtarzu dwa obrazy szkoły włoskiej: Święta Trójca z XVII wieku i Święta Rodzina z XVI wieku. Kaplica obecnie pełni funkcję Kaplicy Wieczystej Adoracji Najświętszego Sakramentu.

Decyzją Kongregacji ds. Kultu Bożego i Dyscypliny Sakramentów 16 grudnia 2021 podniesiono rangę kościoła do bazyliki mniejszej.

## Organy
Organy wybudowała firma Voelkner w 1910 roku. Instrument przebudował przebudował Bronisław Cepka z Popowa. Posiada elektro-pneumatyczną trakturę gry.
Dyspozycja instrumentu:
| Manuał I             | Manuał II                       | Manuał III             | Pedał               |
| -------------------- | ------------------------------- | ---------------------- | ------------------- |
| 1. Flet pomorski 16' | 1. Gedakt 8'                    | 1. Prestant 8'         | 1. Pryncbas 16'     |
| 2. Pryncypał 8'      | 2. Kwintaton 8'                 | 2. Flet harmoniczny 8' | 2. Violonbas 16'    |
| 3. Holflet 8'        | 3. Pryncypał 4'                 | 3. Flet kryty 8'       | 3. Subbas 16'       |
| 4. Salicet 8'        | 4. Rurflet 4'                   | 4. Pryncypał 4'        | 4. Kwintbas 10 2/3' |
| 5. Oktawa 4'         | 5. Flet leśny 2'                | 5. Róg 4'              | 5. Oktawbas 8'      |
| 6. Flet 4'           | 6. Kwinta 1 1/3'                | 6. Pryncypał 2'        | 6. Basflet 8'       |
| 7. Kwinta 2 2/3'     | 7. Seskwialtera 2 2/3' + 1 3/5' | 7. Piccolo 2'          | 7. Chorałbas 4'     |
| 8. Oktawa 2'         | 8. Szarf 4ch                    | 8. Tercja 1 3/5'       | 8. Rożek 2'         |
| 9. Cymbel 2ch        | 9. Krzywy róg 8'                | 9. Oktawa 1'           | 9. Mixtura 3ch      |
| 10. Cornet 2-5ch     |                                 | 10. Mixtura 4ch        | 10. Puzon 16'       |
| 11. Mixtura 4ch      |                                 | 11. Dulcjan 16'        |                     |
| 12. Trąbka 8'        |                                 |                        |                     |